# Sergei Alexandrowitsch Mylnikow
Sergei Alexandrowitsch Mylnikow (russisch Сергей Александрович Мыльников; * 6. Oktober 1958 in Tscheljabinsk; † 20. Juni 2017 in Moskau) war ein russischer Eishockeytorwart.

## Karriere
Während seiner Karriere spielte er bei HK Traktor Tscheljabinsk und SKA Sankt Petersburg. Beim NHL Entry Draft 1989 war er in der 7. Runde an 127. Stelle durch die Québec Nordiques ausgewählt worden. Noch vor der Auflösung der Sowjetunion spielte er bereits 1989/90 eine Saison in der National Hockey League. Insgesamt stand er bei 391 Spielen in der sowjetischen Liga im Tor. So wurde er in das Team der sowjetischen Eishockeynationalmannschaft berufen. Am 11. Dezember 1984 stand er in einem Spiel gegen die Tschechoslowakei zum ersten Mal für die Sbornaja auf dem Eis. Seine internationale Karriere wurde mit der Goldmedaille bei den Olympischen Winterspielen 1988 gekrönt. Für die Nationalmannschaft stand er bei 67  Länderspielen zwischen den Pfosten. Am 22. April 1990 bestritt er sein letztes Länderspiel. 1985 wurde er in die „Russische Hockey Hall of Fame“ aufgenommen.

## Einzelnachweis
1. ↑  Soviet goaltender Sergei Mylnikov dies at 58